# Socrates Drank the Conium
Socrates Drank the Conium è un gruppo di musica progressive e blues-rock greco, che si formò nel 1969, e attivo agli inizi degli anni settanta. Il loro sound era una reminiscenza delle altre band del periodo: Jimi Hendrix Experience, Led Zeppelin, Cream, Jeff Beck e alcuni lavori progressive sperimentali di Black Sabbath. La loro categorizzazione come progressive si può attribuire principalmente al loro abbondante impiego della marcatura del tempo, non convenzionale. Il gruppo ha avuto molti cambi di formazione negli anni, ma i due membri centrali sono rimasti: il chitarrista Yannis Spata e il bassista/cantante Antonis Tourkoyorgis. Spata morì il 6 luglio 2019, a 69 anni.

## Storia
I Socrates iniziarono la sua carriera nei club di Atene. Anziché suonare canzoni originali nei concerti, spesso eseguivano cover di brani di Jimi Hendrix, nessuna delle quali presente in dischi in studio. Soltanto una cover di 13 minuti di «I can't get no satisfaction» dei Rolling Stones fu pubblicata nell'album «Taste of Conium» del '72. Il chitarrista, Yannis Spathas, come suoi strumenti prediligeva due chitarre Fender Stratocaster, una chitarra sintetizzata Roland GR-505, una Gibson nera modello Les Paul Custom e una Les Paul Standard. Antonis Tourkoyorgis suonava un basso-jazz Fender e cantava, mentre numerosi batteristi erano utilizzati nei concerti e durante le registrazioni.
Nel '74 i Socrates cambiarono il loro stile con il disco «Phos», prodotto da Vangelis che collaborò anche a molte tracce.
Nel 2002 i Socrates si riunirono in forma estesa (un tastierista e un secondo cantante) per suonare vari concerti nei dintorni di Atene.

## Discografia
- Socrates Drank the Conium - 1972
- Taste of Conium - 1972
- On The Wings - 1973
- Phos - 1974
- Waiting for Something - 1980
- Breaking Through - 1981
- Plaza - 1983
- The Original Singles - (Compilation) 2005

## Fonti
- http://www.athensguide.com/socrates/
- https://rateyourmusic.com/artist/socrates_drank_the_conium